# Chokpori
El Chokpori (tibetano: ལྕགས་པོ་རི, wylie: lCags po ri, THL: chakpo ri, literalmente la «montaña de hierro»; en chino tradicional, 藥王山; en chino simplificado, 药王山; pinyin, yàowáng shān; literalmente, ‘montagña del rey de la medicina’) es una colina sagrada en la ciudad-prefectura de Lhasa, en la región autónoma del Tíbet. Se encuentra al sur del Palacio Potala y a la izquierda del mismo cuando se le tiene enfrente. Es famoso por haber acogido el Instituto Chokpori de medicina tibetana desde su fundación en el siglo XVII por Desi Sangye Gyatso. Transformado en un puesto de artillería por los insurgentes tibetanos durante el levantamiento tibetano de 1959, fue destruido por la artillería del Ejército Popular de Liberación. La colina está ahora coronada por una gran antena de radio.

## Geografía

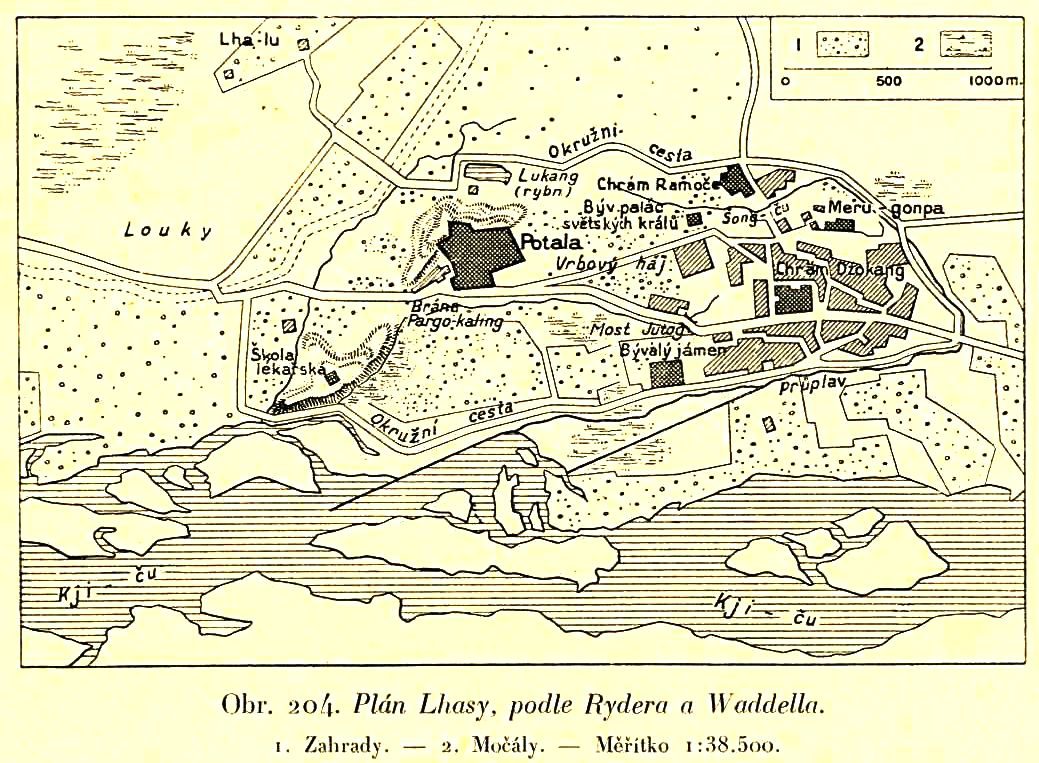
Mapa de Lhasa en el primer tercio del siglo XX

En forma de S, la colina Chokpori corre aproximadamente de este a oeste, bordeando el norte del río Lhasa. Originalmente, la cresta inferior oriental estaba conectada con el cerro Marpori, donde se encuentra el Potala. Como resultado de la expansión de Lhasa, la principal arteria de la ciudad abrió una brecha en el paso.

## Historia
Esta colina es considerada sagrada por Chagna Dorje (Vajrapani), y según la leyenda, Yutog Yönten Gönpo, médico del rey Trisong Detsen, tenía una residencia allí.
Thangtong Gyalpo se quedó en el lugar después de que la dirigente Kalden Rinchen Sangmo hiciera construir una residencia para él en 1430 y más tarde fundó un convento y un templo allí. Este último fue restaurado por Khyenrab Norbu en la década de 1930 y luego destruido durante la Revolución Cultural. Su reconstrucción comenzó en la década de 1980.

## Instituto de medicina tibetana

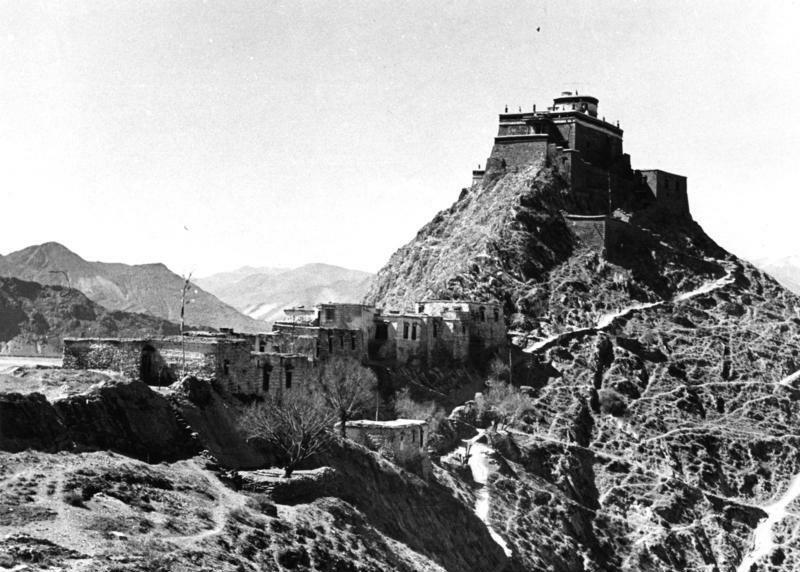
El Chokpori en 1939, con la escuela de medicina tibetana en su cúspide, destruida en 1959 después de ser transformada en fortaleza por los insurgentes.

Considerada una de las tres montañas sagradas del Tíbet central, la colina de Chokpori fue una vez el sitio del Menpa datsan, (en tibetano: སྨན་པ་གྲ་ཚང/en chino: 门巴扎仓), o Chakpori Zhopanling (literalmente, « Instituto de la colina del rey médico para salvar a todos los seres vivientes») Instituto médico tibetano fundado en el siglo XVII por Ngawang Lobsang Gyatso, el quinto dalái lama, y su regente, Desi Sangye Gyatso. El quinto dalái lama también estableció allí un hospital.
En 1916, el 13º Dalai Lama, Thubten Gyatso, nombró a Khyenrab Norbu como director del Colegio Médico de Chakpori y del recién creado Instituto de medicina tibetana y astrología, el Mentsikhang (en tibetano: སྨན་རྩིས་ཁང་/en chino: 门孜康).
En 1959, los dos institutos se fusionaron en los edificios de Mentsikhang para formar el Hospital médico tibetano de Lhasa (拉萨市藏医医院). En 1980, este instituto se convirtió en el Instituto tibetano de medicina de la región autónoma del Tíbet (西藏自治区藏医院)14.
Por su parte, el gobierno tibetano en el exilio fundó en 1992, en Darjeeling, India, un Instituto Chokpori de medicina tibetana, llamado así por el Instituto Lhasa. Allí se enseña y desarrolla la medicina tibetana.

## Combates de marzo de 1959

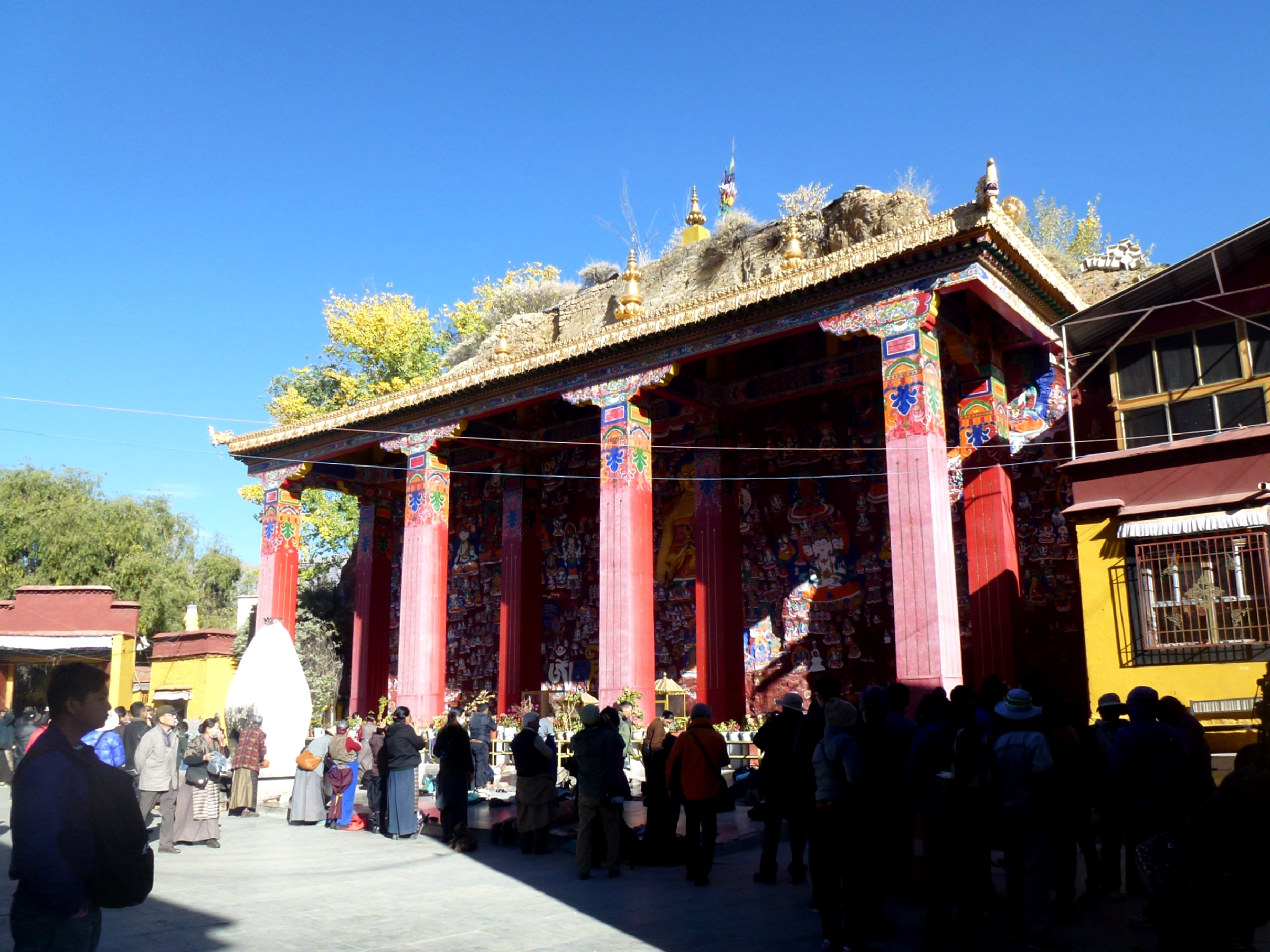
Fieles rezando frente a un templo en la colina en 2014.

En la década de 1950, el gobierno tibetano instaló uno o dos cañones en la colina de Chokpori.
Según el sitio March 10th Memorial establecido por Jamyang Norbu, durante el levantamiento tibetano de 1959, armas de fuego y morteros tibetanos en Chokpori fueron disparados el viernes 20 de marzo contra los campos chinos de Shugtri Lingka y contra el cuartel general del Ejército Popular de Liberación. Los soldados de Shugtri Lingka atacaron la colina pero fueron repelidos. El sábado 21, la artillería LPA sometió a Chokpori a un intenso bombardeo. El comandante tibetano, que seguía bombardeando Shugtri Lingka, envió voluntarios para buscar proyectiles de cañón y mortero en el depósito de municiones de Ghonzdoe Dorjeeling, justo detrás de Chokpori, pero un proyectil chino lo pulverizó. A última hora de la tarde, después de que todos los edificios de Chokpori fueron destruidos por la artillería del Ejército Popular de Liberación, el comandante ordenó a los voluntarios que abandonaran la zona. Solo quedaronn los soldados de Drapchi para resistir el asalto final. El domingo 22 por la noche se anunció la captura de Chokpori, así como la de Norbulingka y Potala.
Según Roger E. McCarthy, los chinos abrieron fuego sobre Norbulingka, Potala, Jokhang, monasterios cercanos, antes de disparar a la Escuela de Mmdicina de Chokpori y otros lugares de Lhasa, incluida la aldea de Shol. Se estima que más de 15 000 personas murieron o resultaron heridas. Después del fuego de artillería, los chinos inspeccionaron cada cuerpo en busca del dalái lama. Los tibetanos resistieron valientemente al principio desde el Chokpori, aunque solo tenían armas de fuego y espadas como armas, y trataron de usar los viejos cañones que estaban allí para luchar contra los chinos. Atacaron y tomaron la guarnición china en Shukti Lingka, la mayoría de las veces durante el combate cuerpo a cuerpo, donde las espadas tibetanas se utilizaban con mucha eficacia. Y con cócteles molotov, los khambas destruyeron uno de los tres tanques que los chinos habían traído a Lhasa.

## La colina y sus otros monumentos
Esta colina, que ha sido rebautizada como «pico de la victoria», está ahora coronada por una gran antena de radio.
Hay una cueva, en cuyo altar se encuentra la estatua del fundador del imperio tibetano, Songtsen Gampo, rodeado de sus dos esposas, la princesa Wencheng, china, y la princesa Bhrikuti Devi, nepalí. También cuenta con dos famosos funcionarios, Thonmi Sambhota y Gar Tongtsen Yülsung.
Detrás de la colina se encuentra el acantilado de los mil Budas (pinyin, qiānfó yá), o el Muro de los Diez Mil Budas.